# Dan Henry Nicolson
Dan Henry Nicolson (Kansas City, 5 de setembro de 1933 – Mitchellville, 2 de junho de 2016) foi um botânico conhecido principalmente por seu trabalho com as Araceae e por suas contribuições à nomenclatura botânica. Ele é homenageado pela International Association for Plant Taxonomy com o Dan Nicolson Fund, criado para fornecer uma bolsa de pesquisa a cada ano.